# 沢木哲
沢木 哲（さわき てつ、1982年8月24日 - ）は、元関西ジャニーズJr.、元俳優。現在は税理士法人OCパートナーズの代表税理士。大阪府吹田市出身、身長176cm、血液型B型。
本名及び旧芸名は呉村 哲弘（くれむら あきひろ）。ジャニーズ事務所を経て、鈍牛倶楽部に所属していた。

## 来歴
1996年、ジャニーズ事務所のオーディションに合格。合格してすぐに雑誌やテレビ等さまざまな仕事に恵まれ、デビュー組のバックダンサーも勤めた。1998年、ジャニーズ事務所を退所した。
1999年、俳優に転身するため上京する。2003年、初主演映画・BORDER LINEが公開された。
2002年頃、初主演映画の公開前に芸能界から引退をする。2003年日商簿記一級に合格、2005年法人税法に合格し、税理士事務所での勤務をはじめる。
2007年税理士試験に合格し、2008年に大阪で独立し税理士事務所を開業した。2011年には東京にも事務所を開いている。

## 出演

### テレビドラマ
- タブロイド 第2話（フジテレビ 1998年）- 鈴木優太 役
- アフリカの夜（フジテレビ 1999年）- 本間直人 役
- 火曜サスペンス劇場「天使の居場所」（日本テレビ 2000年）- 山内守信 役
- オーリー・風になる朝（NHK 2000年）
- ただいま満室 第8話（テレビ朝日 2000年）- 光司 役
- 火曜サスペンス劇場臨床心理士4（日本テレビ 2001年）- 山崎光男 役
- 北の国から2002 遺言（フジテレビ 2002年）- 井関大介 役
- 迷路の歩き方（NHK 2002年）- 大友和也 役

### 映画
- オーディション（2000年 監督:三池崇史）- 青山重彦 役
- ブギーポップは笑わない Boogiepop and Others（2000年 監督:金田龍）- 木村明雄 役
- 閉じる日（2000年 監督:行定勲）- 我妻拓海 役
- あしたはきっと…（2000年 監督:三原光尋）- 谷口高貴 役
- ハッシュ!（2000年 監督:橋口亮輔）- マコト 役
- リリイ・シュシュのすべて（2000年 監督:岩井俊二）- 犬伏列哉 役
- GO!（2001年 監督:矢崎充彦）[注釈 1]- トシ 役
- 害虫（2002年 監督:塩田明彦）- タカオ 役
- アカルイミライ（2003年 監督:黒沢清）- ケイ 役
- BORDER LINE（2003年 監督:李相日）- 主演・松田周史 役

### CM
- カロリーメイト（2000年 大塚製薬）
- アークザラッドIII（2000年）
- 大和証券グループ 「さまざまな愛編」（2000年）
- NTTドコモ九州 「カラー編」・「街ナビ編」（2000年）
- オロナミンC 「新スター募集編」・「ウォールペインティング編」（2000年 大塚製薬）
- NTTコミュニケーションズ（2001年）
- ランサーセディアワゴン（2001年 三菱自動車）